# 緑川 (東京都)
緑川（みどりかわ）は、東京都立川市を流れる河川。全区間が暗渠化されている。

## 概要
終戦前に旧陸軍立川飛行場の排水のために着工された人工河川。1947年（昭和22年）に完成し、立川排水路と呼ばれた。その後1949年（昭和24年）に緑川と命名された。飛行場（現昭和記念公園）から東に流れ、途中で向きを南に変え多摩川に合流する。全区間が暗渠化され、緑川通りなどの道路が整備されたが、一部には当時のまま欄干が残る。下流では矢川と立体交差する。

## 橋梁・施設
- 曙橋（交差点名として残る）